# Кезель-Каш
Кезель-Каш (перс. قزل قاش) — село в Ірані, у дегестані Ак-Кагріз, у бахші Новбаран, шагрестані Саве остану Марказі. За даними перепису 2006 року, його населення становило 14 осіб, що проживали у складі 5 сімей.

## Клімат
Середня річна температура становить 13,58 °C, середня максимальна – 32,36 °C, а середня мінімальна – -8,83 °C. Середня річна кількість опадів – 266 мм.
| Клімат поселення                              | Клімат поселення | Клімат поселення | Клімат поселення | Клімат поселення | Клімат поселення | Клімат поселення | Клімат поселення | Клімат поселення | Клімат поселення | Клімат поселення | Клімат поселення | Клімат поселення | Клімат поселення |
| Показник                                      | Січ.             | Лют.             | Бер.             | Квіт.            | Трав.            | Черв.            | Лип.             | Серп.            | Вер.             | Жовт.            | Лист.            | Груд.            |                  |
| Середній максимум, °C                         | 8,11             | 10,07            | 15,54            | 22,00            | 26,35            | 31,48            | 32,36            | 31,14            | 27,10            | 21,52            | 15,01            | 8,72             |                  |
| Середня температура, °C                       | −0,37            | 1,62             | 7,06             | 13,52            | 17,88            | 23,00            | 26,41            | 25,20            | 21,17            | 15,59            | 9,07             | 2,77             |                  |
| Середній мінімум, °C                          | −8,83            | −6,87            | −1,41            | 5,06             | 9,40             | 14,52            | 20,48            | 19,26            | 15,22            | 9,65             | 3,13             | −3,16            |                  |
| Норма опадів, мм                              | 38               | 36               | 47               | 36               | 29               | 4                | 1                | 1                | 0                | 11               | 24               | 39               |                  |
| Середньомісячна швидкість вітру, м/с          | 2.08             | 2.12             | 2.94             | 3.15             | 2.82             | 2.64             | 2.84             | 2.58             | 2.31             | 2.22             | 1.97             | 1.50             |                  |
| Середньомісячна сонячна радіація, кДж/м²·день | 8755             | 11871            | 14480            | 18043            | 22075            | 26591            | 25955            | 23796            | 20424            | 14995            | 10784            | 8690             |                  |
| --------------------------------------------- | ---------------- | ---------------- | ---------------- | ---------------- | ---------------- | ---------------- | ---------------- | ---------------- | ---------------- | ---------------- | ---------------- | ---------------- | ---------------- |
| Джерело:                                      |                  |                  |                  |                  |                  |                  |                  |                  |                  |                  |                  |                  |                  |